# Гольцмінден
Гольцмінден (нім. Holzminden) — місто в Німеччині, розташоване в землі Нижня Саксонія на правому березі річки Везер. Районний центр однойменного району.
Площа — 88,25 км2. Населення становить 19 745 ос. (станом на 31 грудня 2021).

## Персоналії
- Адольф Гойзінгер (1897—1982) — німецький воєначальник, генерал-лейтенант вермахту (1 січня 1943), генерал бундесверу (1 червня 1957).